# Dasycera
Dasycera is een geslacht van vlinders van de familie sikkelmotten (Oecophoridae).

## Soorten
- D. imitatrix Zeller, 1847
- D. krueperella Staudinger, 1870
- D. oliviella

Schorsvaandeldrager (Fabricius, 1794)